# 北挪威
北挪威是挪威的一个地理区域，由三个最北的郡份诺尔兰郡、特罗姆斯郡和芬马克郡组成。面积为挪威大陆的35%。較大的城鎮由南往北有：摩城、博德、納爾維克、哈爾斯塔、特羅姆瑟和阿尔塔。北挪威常被認為是夏季極晝之地和北极光之地。
北挪威是多元文化的地域，居民不仅有挪威人，还有原住民薩米人、芬蘭人後裔克文人（与南部挪威的森林芬兰人不同）與俄羅斯人（大部分在希尔克内斯）。主要語言為挪威語，讲薩米語的人主要集中在内陆和诺尔兰、特罗姆斯及特别是芬马克的一些峡湾地区，而不会说萨米语的萨米人则分散在该区域各地。芬蘭語仅在芬馬克東部部份社區使用。

## 地理

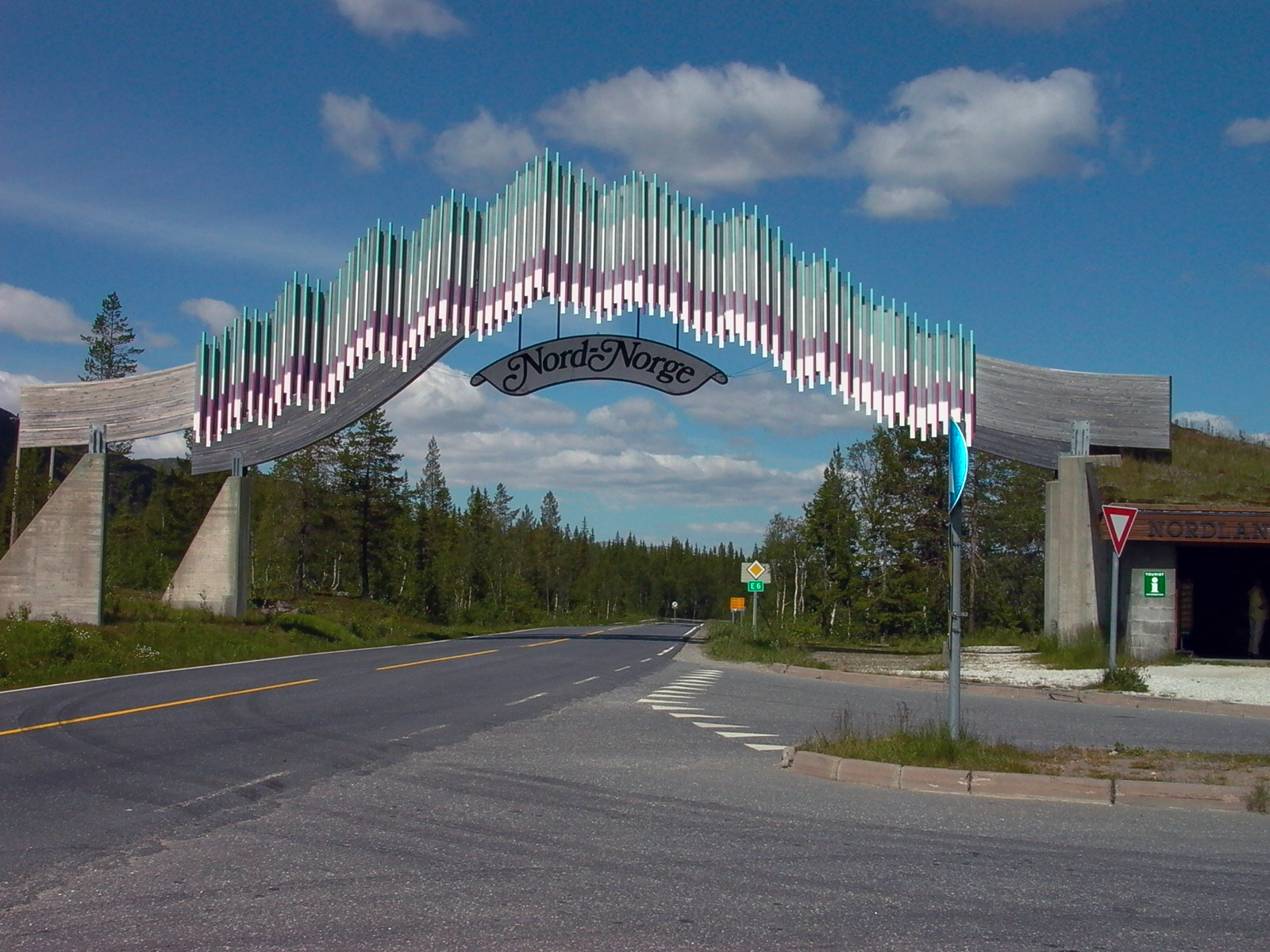
歐洲E6公路往北挪威的邊界

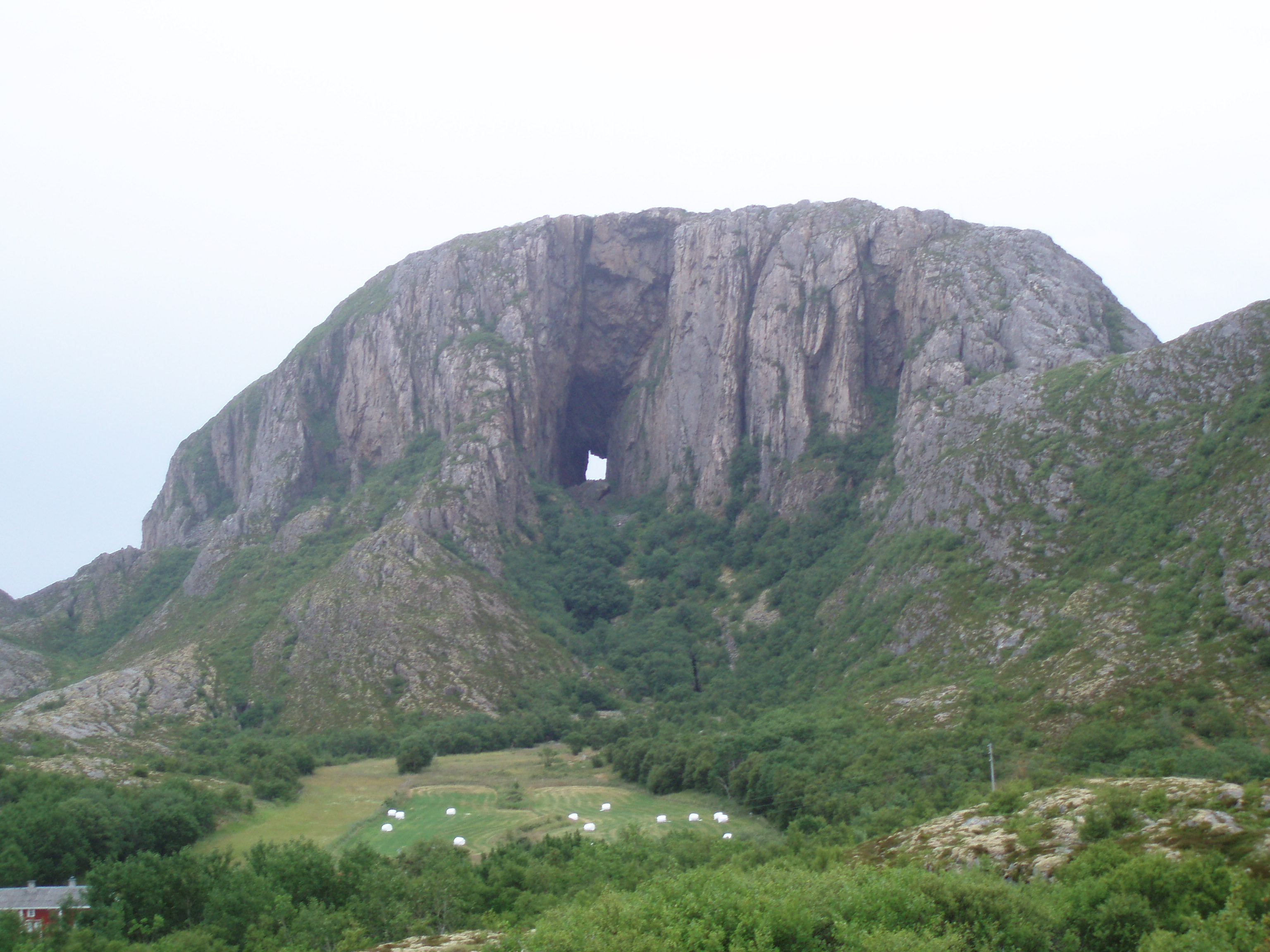
托格哈特山

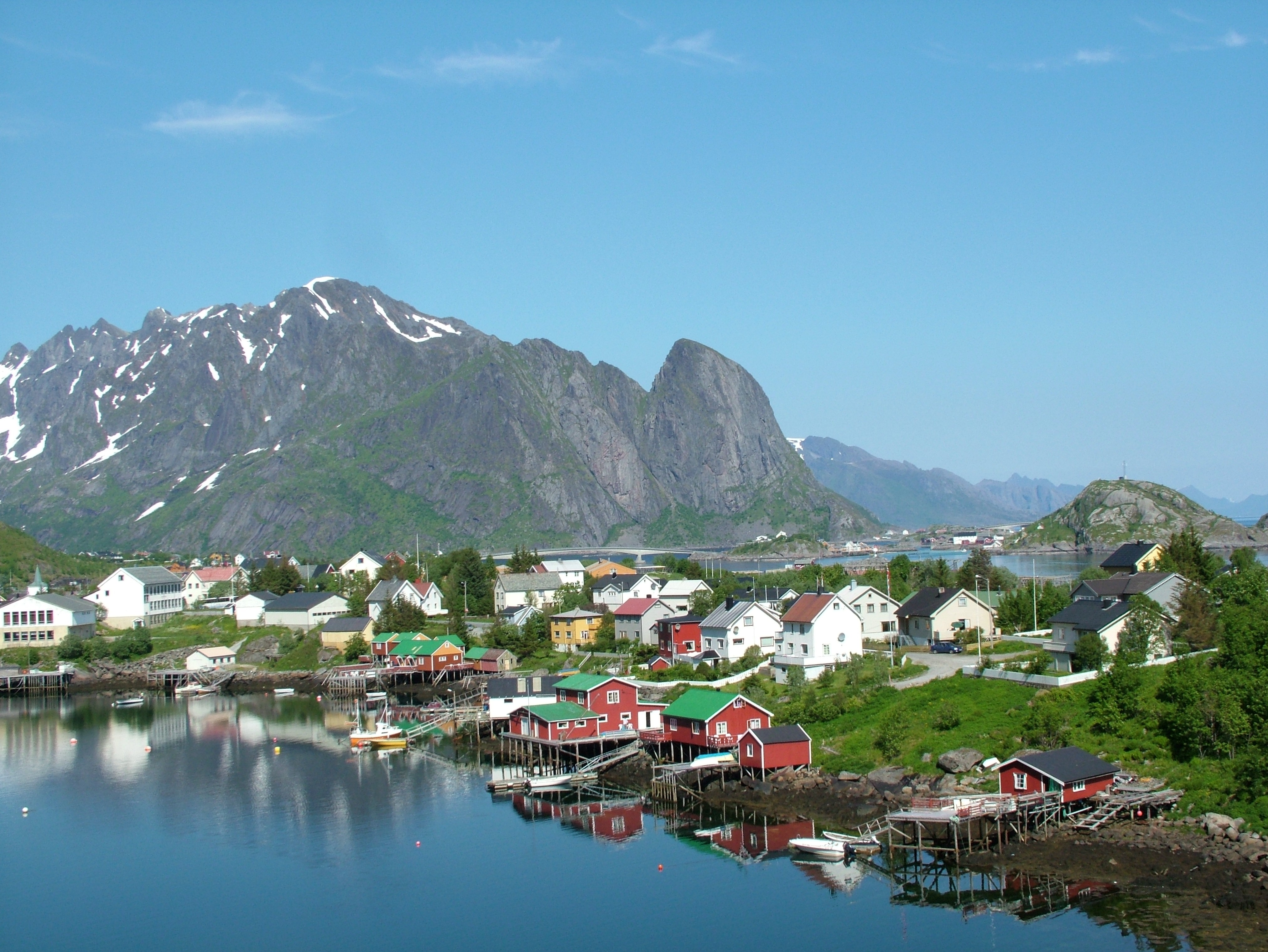
羅弗敦群島

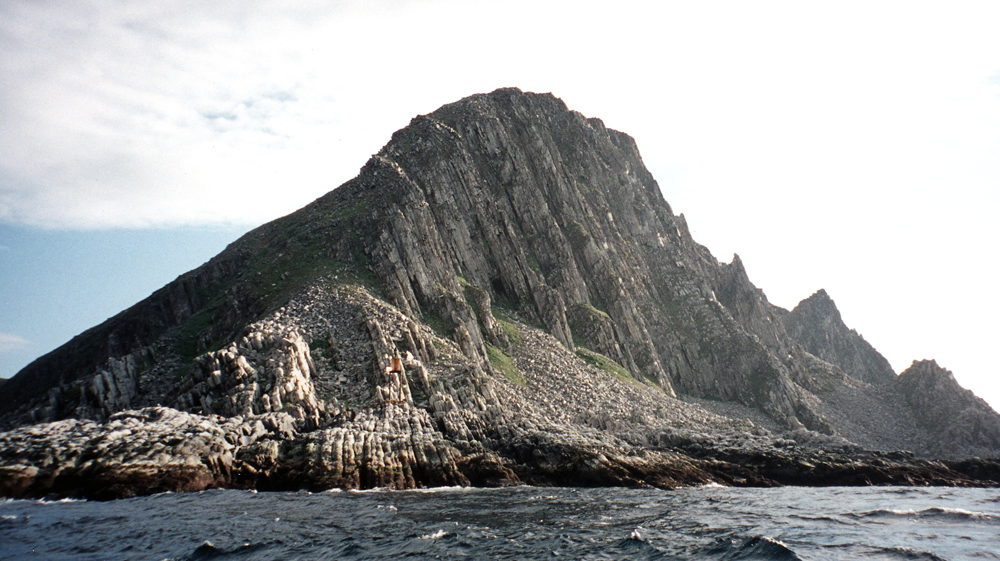
諾爾辰角

北挪威大约占了挪威面積的三分之一，其最南端的海爾蓋蘭大致在北極圈以南，这儿沿岸滿布許多島嶼與礁石，有的平坦，有的嶙峋，著名的有：中間有個大洞的托格哈特山，以及靠近桑內舍恩的七姐妹山等。內陸被濃密的歐洲雲杉森林所覆蓋，其中有韋伏斯納河與拉内尔瓦河兩條主要河流，鄰近瑞典邊境為山脈；位於摩城以南，奧克斯廷丹山脉中矗立著本區最高峰奥克斯科尔滕，高達1,915（6,283英尺），山上有挪威境內第八大冰川奧克斯廷布伦）。
薩爾特山脈的斯瓦爾蒂森冰川，與北極圈交差，將海爾蓋蘭劃分出一個薩爾滕地區，此區在博德以南，有著名的伯爾瓦斯山脈，以及在蒂斯菲尤尔上隱約可見的斯泰山脈（Stetinden），為奧福滕地区著名的景點。從薩爾特山脈到芬馬克東部一帶的挪威雲杉，傳統上是由私人擁有且是人工種植的林地。
罗弗敦群岛是一連串向海洋伸展出去的山峰，連接在大陸的一端，狀似貧瘠，在紫黑色的山峰背後，卻是適合牧羊的平坦牧場，部份的土表長滿海苔，其北邊的西奧倫群島由各種大大小小的島嶼所組成。再往內陸走，奧福滕是多山的海灣，其中最高峰為納爾維克上的斯托爾斯廷山脈達1,894（6,214英尺），以及一些冰川，如弗罗斯蒂森冰川和布洛冰川。
特羅姆斯郡的高緯度，卻有顯著的綠地，運河岸兩側與海灣旁，分布著樺樹林，在更內陸的地區，以及莫尔塞尔夫與雷薩河兩岸的高地，則是生長著松樹林，塞尼亚岛、克瓦尔岛和灵瓦斯岛等群島，除了山岩的海岸與零星的小島外，陸地上也都有綠地與樹林。林薩潘山脈是此區最高的山峰，達1,833（6,014英尺），並擁多處冰川與瀑布，其中莫利斯瀑布落差達269（883英尺）為北國最高。
芬馬克郡西南邊是海灣與冰川，西北岸是一些大型島嶼，如瑟略島與塞兰岛，內陸為均高在300（984英尺）至400（1,312英尺）之間的芬馬克高原，有阿爾塔河與塔納河流經此地，土表主要是灌木，以及零星散落的小松樹林，尤以阿尔塔、卡拉紹克、波尚厄尔與南瓦朗厄爾最為明顯。洪寧斯沃格以東，貧瘠的岩岸在沒有任何島嶼遮擋下伸出海面，而朝向俄羅斯邊境則是平坦的地帶。
馬格爾島上的克尼夫謝洛登角，是歐洲地理範圍的最北端，旅遊業則常以旁邊較易到達的北角為最北端，而歐洲大陸的最北端諾爾辰角也在北挪威。

## 語言

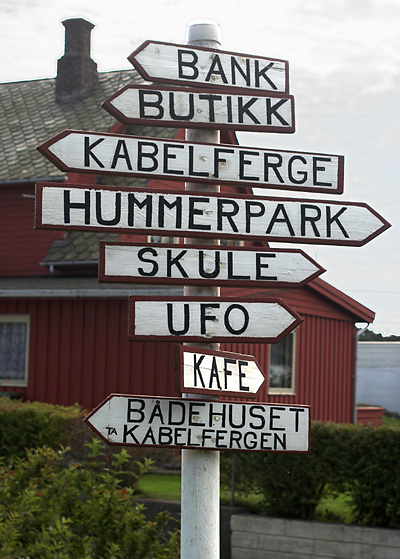
當地的路標

### 挪威語
北挪威與其他挪威地區的情況不同，是共同使用一種富有音律感的方言，在發音、文法與詞彙各方面都與標準挪威語截然不同，尤以北挪威最南方的海爾蓋蘭與薩爾滕更俱代表性，其會將文法切開，就有如法文對應於意大利文般；若往北走一些，文法就比較接近一般使用的挪威語。特羅姆斯郡內陸部分村莊，居民是200多年前由南方內陸移民到此，因而至今，當地方言仍保有南方的語調與詞彙特色。
早期，北部方言在挪威較不被重視，但到最近，卻經常被使用在歌詞、詩、電視與廣播節目中，也被廣泛使用在日常生活中。

### 薩米語
薩米語是挪威語以外的另一種官方語言，使用于科菲尤爾、凱于圖凱努、卡拉紹克、波尚厄尔、塔納與內瑟比。
北挪威使用的薩米語，主要有三種不同的方言：在北極圈以南的南薩米語，博德到納爾維克間的呂勒薩米語，以及其他地區使用的北薩米語。原本在博德一帶使用的皮特薩米語與于默萨米语，至今這兩種方言已在挪威境內失傳，類似的情況也發生在東薩米語，那原本是邊境的內伊登居民所使用，現已接近消失。

### 芬蘭語
在从斯托爾菲尤爾到波尚厄尔的西部地区通行的芬兰语十分独特，尽管来自芬兰的芬兰人能够听懂。而在东部瓦德瑟城和希尔克内斯周边地区通行的芬兰语跟标准芬兰语接近。这些东部地区的芬兰人后裔更倾向于自我标识为芬兰裔挪威人，而不是克文人，因为他们认为“克文人”这个术语代表着切断他们芬兰人根源的试图。在波尚厄尔芬蘭語同薩米語與挪威語一道同为该市镇的官方语言。在北挪威很少有把芬兰语作为第一语言的使用者，不像北萨米语那样，芬兰语缺少一块芬兰语能在日常生活中占主导地位的中心地域。

## 美食

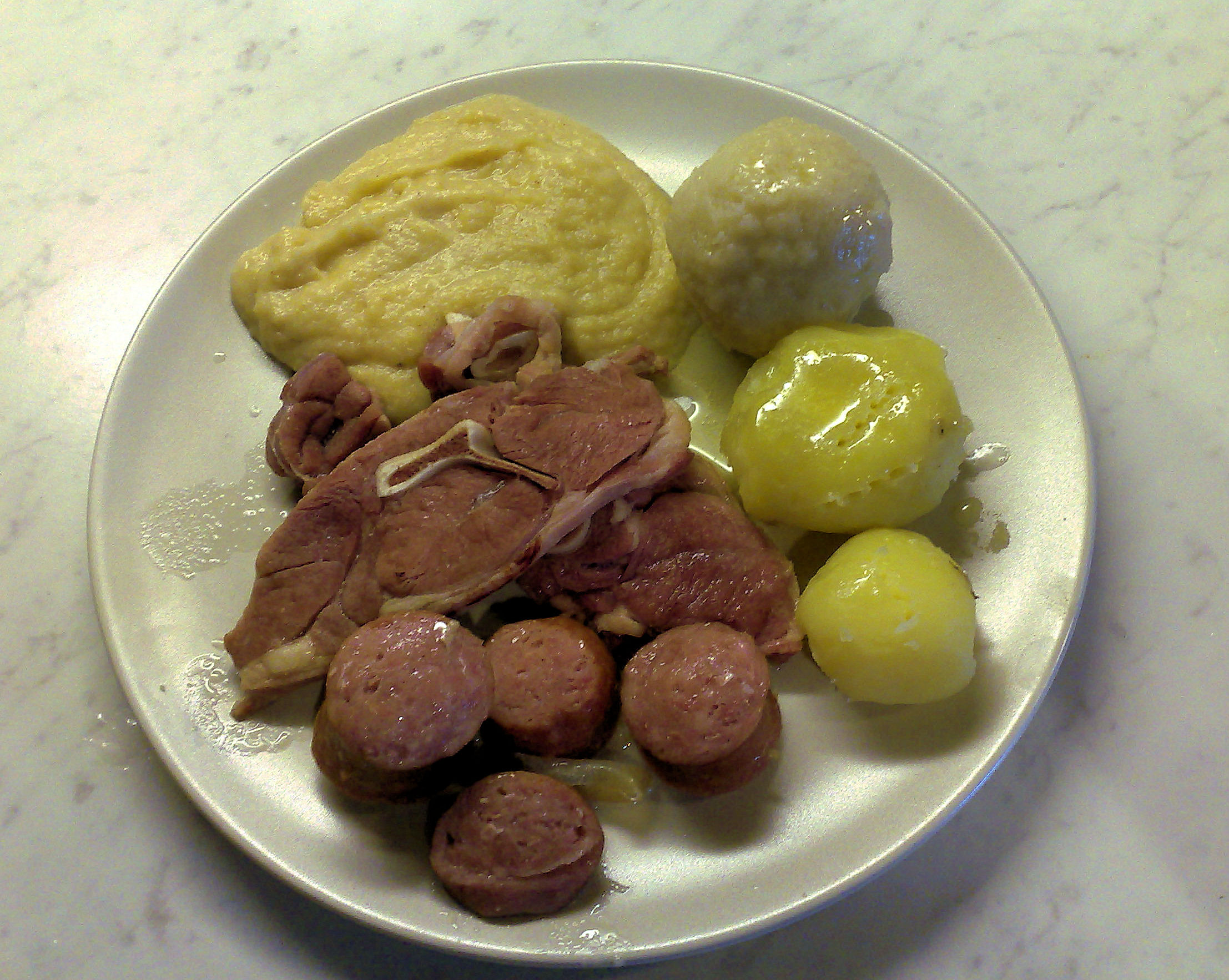
馬鈴薯球、肉排與香腸

北挪威被地球上漁產最豐富的海域所包圍，水產是傳統美食的主要食材。
在冬季，鱈魚會游到近岸水域產卵，莫耶是一種將鱈魚連同肝臟、魚卵一起煮的菜色，是當地最好餐廳所供應的佳餚；夏季的海灘，常會看到有人在火堆上用海水燒煮新鮮的綠鱈；而大比目魚則是當地傳統的聖誔節食物。當地人喜歡直接用煮的方式來處理魚類食材，用以保持完整鮮味而不被破壞，通常只會配以水煮馬鈴薯、胡蘿蔔或煎煙肉。另外有一種將綠鱈糖漬一年或多年的甘梅爾釋乾魚，是當地的特產。
鯨肉會當作肉排烹調，而海豹則是家常的口味，由海豹肉製作而成的巴倫支火腿（Barents ham）更是美味。每年春天狩獵季節結束時，會有新鮮的海豹肉供應，可以在特羅姆瑟找到，馴鹿肉片佐以奶油醬也是日常美食。
本來北方人是以貝類與蝦子作餌，後來他們也發展出食用用途，在沿海地方很容易找到鮮美多汁的蝦類或貝類美食。

## 氣候

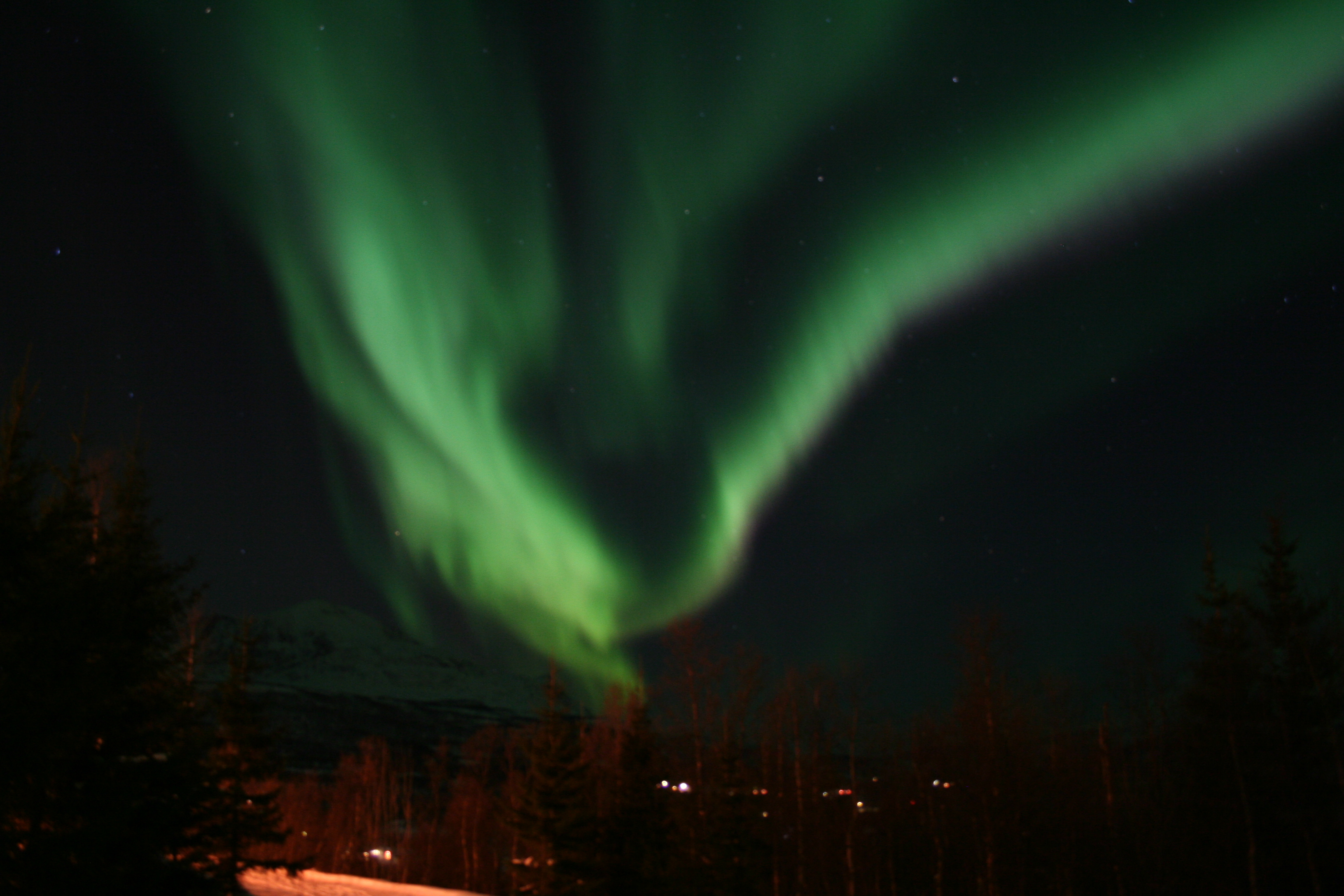
沙蘭根所看到的極光景象

北挪威從南至北的氣候有很大差異，芬馬克郡內的芬馬克高原，以及在特羅姆斯郡內陸部份村莊，可體驗大陸型氣候如少量的降水與冬天比海岸區更寒冷。

### 日照
北挪威的夏季與冬季日照非常不一樣，在北角，從5月11日到7月31日徹夜都能看到太陽，而從9月19日到翌年1月22日，卻整天等不到太陽從地平線昇起；在特羅姆瑟，則是5月17日到7月25日為極晝，11月26日到翌年1月15日為極夜；在博德則是6月3日到7月12日為極晝、沒有極夜。
隆冬時，大陸地區的極夜並非全然黑暗，如在特羅姆瑟，中午時分左右有三小時的時間，會感受到微弱的陽光。而在南方的海爾蓋蘭，極晝時期不是整天都看到太陽，但在莫紹恩，6月份，上半個太陽從不會在地平線降下。
在諾爾蘭郡，2月份是日照從極夜復原時期，3、4月開始感受到長時間的日照曝曬，除了海岸地區外，地表上覆雪會逐漸退去，到了9月中旬，日照會持續到19:30，才出現黃昏。
從秋天到來年的4月，北挪威全區都可能看見極光，其他時間，只因日照太亮而極光不易被察覺到。

### 從海洋氣候到大陸氣候
諾爾蘭郡南方的布伦讷于松，每年1、2月的平均氣溫界於−1 °C（30.2 °F）到−0.6 °C（30.9 °F）之間，而7、8月間則是13 °C（55 °F），年平均氣溫為5.6 °C（42.1 °F），年平均降水量為1,510（59英寸），秋季是一年當中最潮濕的季節。布倫尼平均每年有63天吹著達22節（11每秒）或以上的強勁陣風，其中又有18天會達到34節（17每秒）暴風等級，全區在深秋與整個冬季為全年最多風的時期，不亞於大西洋低壓系統的風。
芬馬克高原東部的卡拉紹克，每年1、2月氣溫很低，平均溫度只有−17 °C（1 °F）到−15 °C（5 °F）間，到7、8月會上升到11 °C（52 °F）到13 °C（55 °F），而年平均溫度為−2.4 °C（27.7 °F），年平均降水量為366（14英寸），由於處於河谷之中，卡拉紹克每年只有1天會吹起22節（11每秒）以上的強勁風，更從未見到過暴風。

## 外部連結
- （英文）北挪威旅游信息网站 （页面存档备份，存于）
- （英文）NACC MA: North Norway
- （英文）Europe's most spectacular cruising coast
- （挪威文）Iron age boat construction in North Norway